# Enfants de Bullenhuser Damm
Les enfants de Bullenhuser Damm sont vingt enfants juifs pendus dans l'ancienne école de Bullenhuser Damm, à Hambourg, en Allemagne, le 20 avril 1945, par les Nazis, pour effacer toute trace des expériences médicales qu'ils avaient subi par le médecin SS Kurt Heißmeyer au camp de concentration de Neuengamme non loin de Hambourg. Deux médecins français, deux Néerlandais et des prisonniers russes furent également assassinés.

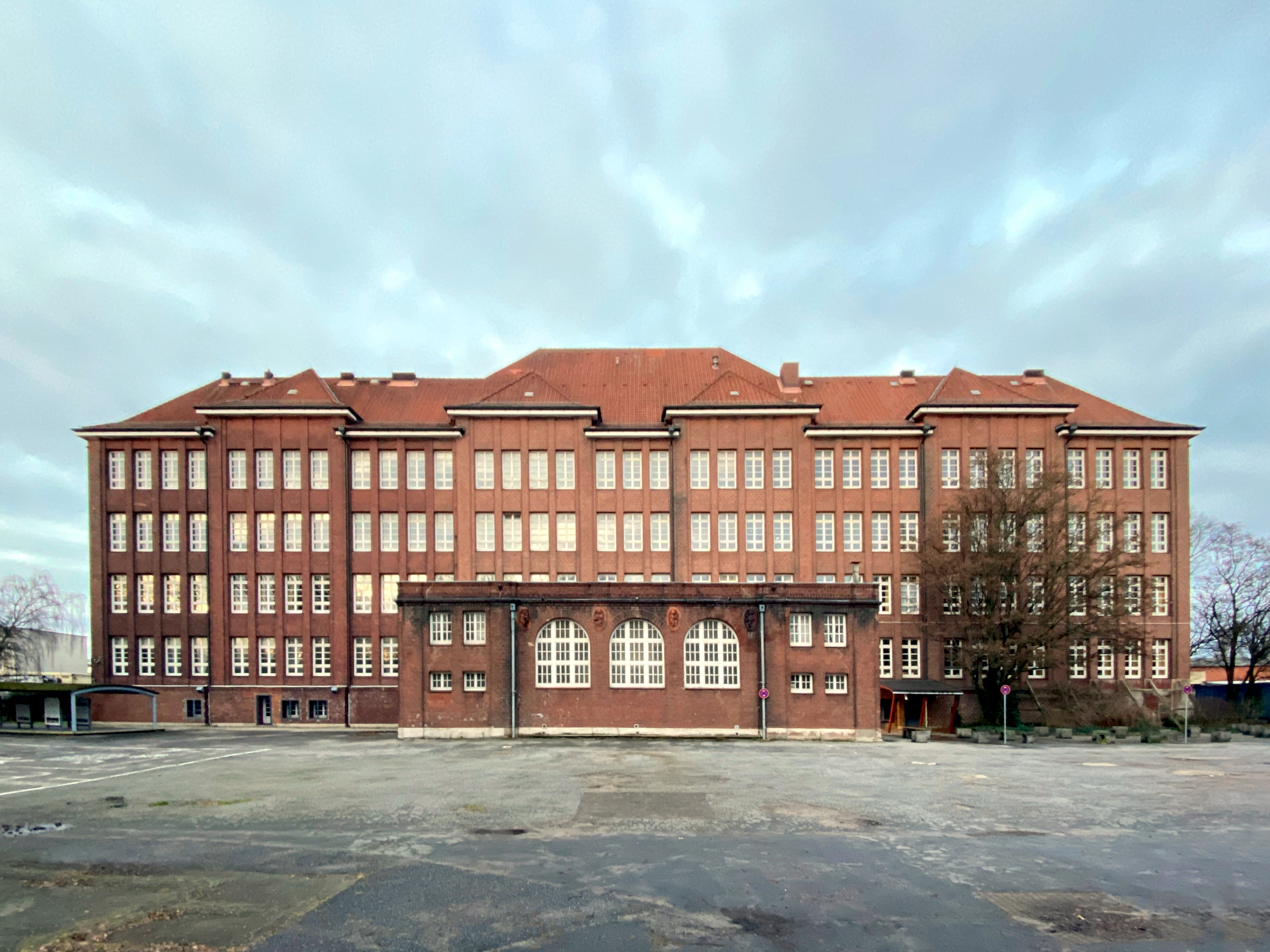
L'École de Bullenhuser Damm.

## Histoire
En novembre 1944, 20 enfants juifs, 10 garçons et 10 filles, sont transférés du camp de concentration d'Auschwitz à celui de Neuengamme, situé à la périphérie de Hambourg, en Allemagne.
Le médecin SS Kurt Heissmeyer, afin d'avancer sa carrière, avait besoin de produire les résultats de recherches inédites. Il formulait l'hypothèse — pourtant invalidée auparavant — que l'injection du bacille de Koch vivant (responsable de la tuberculose) sur des sujets fonctionnerait comme un vaccin. Un autre aspect de son expérimentation se fondait sur les doctrines raciales nazies pseudo-scientifiques, selon lesquelles la « race » joue un rôle dans le développement de la tuberculose. Il tente de prouver son idée en injectant des bacilles vivants de la tuberculose dans les veines et les poumons de prétendus Untermenschen (« sous-humains »), sachant que les Nazis considéraient que les Juifs et les Slaves formaient une « race » inférieure à celle des Allemands. Kurt Heissmeyer parvient à obtenir l'accès à des locaux et à mener ses expériences sur ses cobayes humains par l'entremise de ses relations, à savoir son oncle, le général SS August Heissmeyer et un ami proche, Oswald Pohl.
Ces expérimentations sur l'infection à la tuberculose sont d'abord menées sur des prisonniers issus d'Union soviétique et d'autres pays au camp de concentration de Neuengamme dans le nord de l'Allemagne, non loin de Hambourg. Ces expériences sont ensuite commises sur des Juifs. À cette fin, Heissmeyer choisit des enfants juifs : vingt d'entre eux, dix garçons et dix filles, d'Auschwitz sont sélectionnés par Josef Mengele et convoyés à Neuengamme.
Les enfants sont accompagnés par quatre prisonnières : deux infirmières polonaises et une pharmacienne hongroise, qui sont assassinées dès leur arrivée au camp, et une médecin juive polonaise, Paula Trocki, qui survit à la guerre. Elle témoignera à Jérusalem de ce qu'elle a vu :

« Le groupe déporté était surveillé par un SS. Il y avait vingt enfants, une femme médecin, trois infirmières. Le groupe se trouvait dans une voiture séparée, à bord d'un train normal. Présenté de la sorte, la voiture avait une apparence classique. Nous avons dû retirer les étoiles de David afin de ne pas attirer l'attention. Pour empêcher les gens de s'approcher de nous, les autorités ont dit qu'il s'agissait d'un groupe de personnes atteintes de fièvre typhoïde… la nourriture était excellente ; au cours du voyage, nous avons reçu du chocolat et du lait. Après deux jours de trajet, nous sommes parvenus à Neuengamme à dix heures du soir. »

Les enfants reçoivent une injection du bacille vivant de la tuberculose et tous tombent malades. Heissmeyer fait opérer leurs nœuds lymphatiques axillaires pour les retirer et les envoyer à Hans Klein pour qu'ils soient étudiés. Tous les enfants sont photographiés, un bras à l'air, pour montrer les incisions.
En raison de l'effondrement du front allemand à l'Ouest et de l'arrivée imminente de la British Army, les criminels décident d'assassiner les enfants pour dissimuler leurs exactions.

## Le massacre des enfants
Kurt Heißmeyer avait quitté Neungamme alors que les Alliés étaient désormais aux portes de Hambourg ; le 7 avril 1945 le commandant du camp, Max Pauly, demanda par écrit au Reichssicherheitshauptamt (Office central de la sécurité du Reich) à Berlin ce qu'il fallait faire des prisonniers de la quatrième baraque, la « baraque des enfants ». Berlin répondit le 20 avril que le service de recherche de Heissmeyer était « dissous ».
Il devenait dès lors urgent de faire disparaitre toute trace de ce qui s'était passé dans le camp de Neuengamme.
Les prisonniers scandinaves furent évacués, mais en raison de la présence de la Croix-Rouge suédoise dans le camp, il aurait été risqué de procéder sur place à l'élimination des vingt enfants infectés.
Il fut alors décidé de les transférer avec un camion du service postal à l'école de Bullenhuser Damm à Hambourg, avec les médecins français déportés, René Quenouille et Gabriel Florence, les deux infirmiers hollandais, Anton Holzel et Dirk Deutekom, et quatorze prisonniers de guerre russes. Ce transfert s'effectua dans la nuit du 20 au 21 avril 1945, quelques jours avant la fin de la guerre.
Pour convaincre les enfants, encore tout ensommeillés (l'ainé n’avait que 12 ans), on leur raconta qu’on allait les conduire chez leurs parents. Trois SS, Wilhelm Dreimann, Heinrich Wieagen et Adolf Speck), montèrent dans le camion ; le médecin du camp, Alfred Trzebinski, s’assit à côté du conducteur Hans Friedrich Petersen. Après un bref trajet, le camion arriva à l’extérieur du camp où les attendait Arnold Strippel, Obersturmführer des SS.
Dans le sous-sol de l'école on étrangla d’abord les deux médecins, les infirmiers et six prisonniers russes puis on s’occupa des vingt enfants ensommeillés et malades qui se soumirent docilement à une injection de morphine en croyant que c'était l'un des nombreux traitements subis dans le laboratoire du camp.
Lorsque la drogue eut fait son effet, ils furent pendus par le cou, « comme des tableaux sur les murs », à des crochets mis en place dans une pièce.
Le massacre se termina à l'aube avec l'assassinat de huit autres prisonniers russes. Les corps des enfants furent emportés dans le camp de Neuengamme et incinérés.

## Les enfants
Par ordre alphabétique,,,,:
- Mania Altman[8], 7 ans, Pologne.

Mania Altman est née à Radom, en Pologne, le 7 avril 1938. Elle est la fille de Shir Altman, un cordonnier, et de Pola Altman. À Radom vivaient six membres de la fratrie de Shir Altman et leurs familles. Au printemps de 1941, les Allemands forcent la population juive à vivre dans le ghetto de la ville. La famille Altman est déportée à l'été de 1944 au camp de concentration d'Auschwitz. Shir Altman est déporté au camp de concentration de Mauthausen, où il est assassiné dans les dernières semaines de la guerre. Pola Altman est séparée de Mania Altman à Auschwitz et déportée en octobre 1944 au camp de concentration de Gross-Rosen. Elle est libérée par les Alliés en mai 1945. En 1951, elle immigre aux États-Unis avec son beau-frère Chaim Altman.
Mania Altman est déportée au camp de concentration de Neuengamme le 20 novembre 1944 et assassinée à Bullenhuser Damm le 20 avril 1945.
Pola Altman n'a jamais su ce qu'il est advenu de sa fille. Elle est morte à Chicago en 1971. Chaim Altman, qui vivait à New York prend connaissance du destin de sa nièce en lisant un article dans Voice of Radom écrit en 1982 par Marc-Alain Grumelin, le frère d'Eleonora et Roman Witonski.
- Sergio De Simone[10], 7 ans, Italie[11].

- Surcis Goldinger[12], 11 ans, Pologne
- Rywka Herszberg, 7 ans, Pologne
- Alexander Hornemann, 8 ans, Pays-Bas
- Eduard Hornemann, 12 ans, Pays-Bas
- Marek James, 6 ans, né le 17 mars 1939[13] en Pologne

Le frère de Marek James, Mark James, est né après la Seconde Guerre mondiale, en 1947, dans le Sud de l'Allemagne. Il porte le prénom de son frère martyrisé et vécut par la suite à San Diego en Californie. Avant la guerre, la famille James habitait à Radom en Pologne. Le père, Adam James, faisait partie de la cavalerie polonaise. La mère, Zela James travaillait dans une usine de poudre à canon. Adam James est fait prisonnier de guerre lors de l'invasion de la Pologne par l'armée allemande. Il est transféré au camp de concentration d'Oranienbourg-Sachsenhausen, jusqu'à sa libération par les armées alliées. Zela James et Marek James sont déportés à Auschwitz durant l'été de 1944. Zela James doit peut-être sa survie au fait qu'elle parle plusieurs langues: l'allemand, le yiddish, l'hébreu, le français et le polonais. À l'automne de 1944, Zela James est transférée au camp de concentration de Gross-Rosen. Peu de temps après, Marek James fait partie du groupe de vingt enfants âgés de 5 à 12 ans, sélectionnés par Josef Mengele pour être transférés au camp de concentration de Neuengamme pour subir des expériences médicales. Adam James est décédé en 1973, sans avoir appris le sort de son fils Marek,.
- Walter-Jacob Jungleib, 12 ans, né le 12 août 1932, à Hlohovec en Slovaquie

Le père de Walter Jungleib, Arnold-Arie Jungleib, est un orfèvre et un horloger. Sa mère, Malvina-Lea Jungleib (née Frieder), travaille dans l'entreprise familiale de bijouterie. Walter Jungleib a une sœur, Grete Jungleib, plus âgée de deux ans. Ils fréquentent l'école juive locale. Walter Jungleib est un collectionneur de timbres.
En 1942, la famille Jungleib est forcée de changer de domicile à plusieurs reprises. En 1944, Arnold, Malvina, Grete et Walter sont arrêtés et transférés au camp de concentration de Sereď, à l'ouest de la Slovaquie. Entre 1941 et mars 1945, 13 500 Juifs sont déportés de Sereď vers le camp de concentration d'Auschwitz. La famille Jungleib est déportée à Auschwitz fin octobre 1944.
Une semaine après leur arrivée à Auschwitz, les SS séparent les femmes des hommes et des enfants. Avec 300 autres femmes, Malvina Jungleib et Grete Jungleib sont transférées dans un camp satellite de Buchenwald pour femmes, dans la ville de Lippstadt, en Westphalie, pour des travaux forcés pour la compagnie Lippstadt Eisen- und Mettalwerke GmbH.
Arnold Jungleib est transféré au Camp de concentration de Mauthausen et ensuite au camp satellite de Gusen, Walter Jungleib reste à Auschwitz. Arnold Jungleib ne survit pas au camp.
Malvina Jungleib et Grete Jungleib sont libérées par l'Armée américaine au début avril 1945.
Après la guerre, la famille de Walter Jungleib essaie, sans succès, de trouver des informations sur son sort. Sa famille suppose qu'il a du mourir durant la marche d'évacuation d'Auschwitz. La seule information en provenance de Hambourg, pendant des années, était qu'une des victimes de Bullenhuser Damm était un garçon de 12 ans au nom de W. Junglieb [sic], originaire de Yougoslavie.
En 2015, Bella Reichenbaum, l'épouse de Yitzhak Reichenbaum, dont le frère, Eduard Reichenbaum avait été assassiné à Bullenhuser Damm, consulta des documents sur sa famille. Elle y trouve la liste des prisonniers transportés d'Auschwitz à Lippstadt, avec les noms des femmes dont les enfants ont été assassinés à Bullenhuser Damm, incluant deux femmes avec le nom de Jungleib. Elle réussit à contacter la famille Jungleib, par l'intermédiaire du site web de Yad Vashem, en Israël, permettant d'identifier le W. Junglieb comme Walter Jungleib.
Grete Hamburg, née Jungleib, la sœur de Walter Junleib, n'apprend son destin qu'en 2015.
En 2016, Grete Hamburg est présente pour la première fois à la cérémonie commémorative. Elle lègue au mémorial la collection de timbres de son frère.
- Georges André Kohn, 12 ans, France
- Lea Klygerman, 8 ans, Pologne
- Blumel Mekler, 11 ans, Pologne
- Jacqueline Morgenstern, 12 ans, France
- Eduard Reichenbaum, 10 ans, Pologne[18]
- Marek Steinbaum, 10 ans, Pologne
- H.Wasserman, 8 ans, Pologne
- Eleonora Witonska, 5 ans, Pologne

Eleonora (Lenka) Witonska est née le 6 septembre 1939 à Radom en Pologne. Son père, Seweryn Witonski, est un pédiatre à Radom. Sa mère est Rucza Witonska. La famille est forcée de vivre dans le ghetto de Radom. Le 21 mars 1943, le jour de Pourim, la famille Witonski ainsi que 150 autres Juifs (hommes, femmes, et enfants) sont amenés au vieux cimetière juif de Szydlowice. Les SS mitraillent les hommes. Seweryn Witonski est assassiné devant sa famille. La mère avec ses deux enfants, Eleonora Witonska et Roman Witonski, se cache derrière une tombe. Ils sont repérés et ramenés au Ghetto de Radom. Fin juillet 1944, ils sont déportés à Auschwitz, via le camp de concentration Pionki.
Rucza Witonska survit à Auschwitz et immigre en France. Elle se remarie et devient Rose Grumelin. 
- Roman Witonski, 7 ans, Pologne

Roman (Romek) Witonski est né le 8 juin 1938 à Radom en Pologne.
- Roman Zeller, 12 ans, Pologne
- Ruchla Zylberberg, 10 ans, Pologne[20]

## Les infirmiers assassinés, quatre prisonniers politiques
- Le médecin français René Quenouille (1884-1945) de Sarlat-la-Canéda,
- Le médecin français Gabriel Florence (1886-1945) de Lyon,
- Le néerlandais Dirk Deutekom d'Amsterdam,
- Le néerlandais Antonie Hölzel de La Haye.

## Mémoire
- Une rue de Hambourg en Allemagne, près de l'école où il est assassiné porte le nom de Georges André Kohn[21]. Les rues avoisinantes portent le noms des autres enfants juifs victimes du même sort dans ce lieu.
- Jacqueline Morgenstern Weg à Hambourg, Allemagne[22].